# Aerospace Industrial Development Corporation

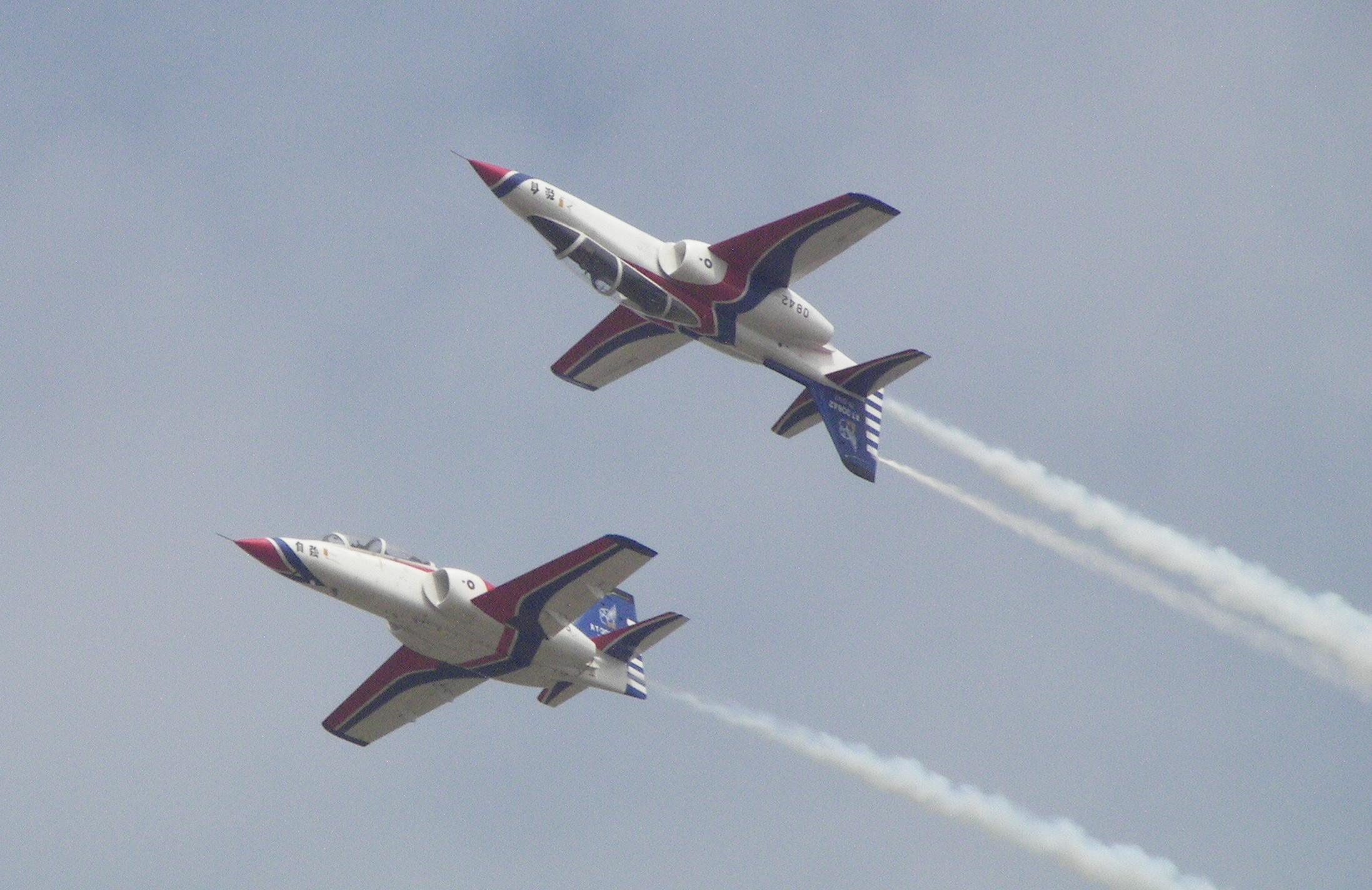
AIDC AT-3A Tzu-chung

Aerospace Industrial Development Corporation (chiń. 漢翔航空工業股份有限公司) – tajwańska wytwórnia lotnicza, powstała w 1969 roku na bazie Biura Przemysłu Lotniczego (Bureau of Aircraft Industry). Znana między innymi z produkcji samolotu myśliwskiego AIDC F-CK-1 Ching-Kuo.

## Historia
Bureau of Aircraft Industry powstało w 1948 r. i w tym samym roku zostało przeniesione z kontynentalnych Chin na Tajwan. Dwie dekady później w oparciu o kadrę biura założono Aerospace Industrial Development Corporation (AIDC).
Jedną z pierwszych własnych konstrukcji był zbudowany na bazie amerykańskiego samolotu szkolnego Pazmany PL-1, samolot AIDC PL-1B. Wybudowano 55 egzemplarzy, z których pierwszy, prototypowy wzniósł się w powietrze 26 października 1968 roku.
W kolejnych latach powstała kolejna maszyna szkolno-treningowa będąca zmodyfikowaną wersją amerykańskiego North American T-28 Trojan, AIDC T-CH-1, który swój pierwszy lot odbył w 1973 roku.
Silne związki rodzimego przemysłu ze Stanami Zjednoczonymi zaowocowały zakupem licencji na produkcję śmigłowców Bell UH-1 Huey, których wybudowano 118 sztuk na potrzeby armii. W koprodukcji z firmą Northrop Corporation (obecnie Northrop Grumman) rozpoczęto w 1975 roku pracę nad nowym samolotem odrzutowym przeznaczonym do zaawansowanego treningu pilotów AIDC AT-3A Tzu-chung.
W latach 1974–1986 w wytwórni produkowano licencyjne wersje samolotu Northrop F-5 Freedom Fighter.
Najnowszym produktem AIDC jest myśliwiec AIDC F-CK-1 Ching-Kuo, który również powstał przy znaczącym udziale firm amerykańskich. Obok konstrukcji wojskowych w 1978 r. zbudowano prototyp samolotu pasażerskiego przeznaczonego do komunikacji lokalnej AIDC XC-2, który jednak nie wszedł do produkcji seryjnej.
W 1983 roku firma weszła w skład państwowego instytutu Chungshan Institute of Science and Technology. Główna siedziba wytwórni znajduje się w miejscowości Taizhong.